# Elise Petit
Elise Petit (* 8. Oktober 1999) ist eine kanadisch-US-amerikanische Volleyballspielerin.

## Karriere
Petit spielte in ihrer Jugend bei der Redmond High School im US-Bundesstaat Washington. 2017 wechselte die Außenangreiferin zum Dartmouth College in Hanover, New Hampshire.  Seit 2021 spielte sie bei den „Thunderbirds“ der kanadischen University of British Columbia, mit denen sie 2023 die College-Meisterschaft („U Sports Championship“) gewann und dabei zur wertvollsten Spielerin (MVP) gekürt wurde. Anschließend wurde Petit vom deutschen Bundesligisten USC Münster verpflichtet. Im Januar 2024 löste Petit ihren Vertrag vorzeitig auf und wechselte nach Frankreich zu Quimper Volley 29.